# Daniel Krob
Daniel Krob (* 12. července 1966 Sokolov) je český hudebník, skladatel a zpěvák, kytarista skupin Duo CS, Arakain, Kreyson, Ferat, Zeus, Kryptor, Pink Alternative, Daniel Krob Band, Bohemica, Kreyson Memorial, Ikara, Viollet, František Nedvěd ml. a letecký modelář.
Od roku 1983 se jako folkový písničkář účastnil autorských soutěží a festivalů. Psal texty pro karlovarskou skupinu Barock. Založil kytarové Duo CS, se kterým získal ocenění Vojta Tumáš na folkové přehlídce autorských skupin. Do českého showbyznysu pak vstoupil v roce 1988 jako sólový kytarista plzeňské kapely Ferat, zvítězil v konkurzu do skupiny Arakain, s níž pak v roce 1989 natočil její první řadové album Thrash The Trash. Jeho autorská skladba Noc se stala součástí této dnes již kultovní desky. Album získalo za 130 000 prodaných kusů LP zlatou desku. Po dvouletém působení následně odešel na konci roku 89 do skupiny Kreyson, pro niž vytvořil logo, přední a zadní stranu obalu jejího alba Anděl na útěku (prodáno přes 150 000 kusů).
Koncem roku 1992 založil rockovou skupinu Zeus. První oficiální představení kapely Zeus proběhlo 8.4.1993 v rámci koncertu Iron Maiden v Ostravě. Zeus byl managementem Iron Maiden vybrán, aby se stal jejich první předkapelou z východního bloku.
Následně Zeus vydal desku The Little Heroe a působil nějaký čas v Německu.
Jako spoluautor a kytarista se podílel na první studiové nahrávce zpěvačky Anny K Já nezapomínám.
V roce 1994 založil chovatelskou stanici psů Plzeňský Rocker.
V roce 1996 byl osloven Magdalenou Dietlovou a stal se obchodním ředitelem právě vznikajícího společenského časopisu Xantypa.
Na přelomu roku 2000 pod uměleckým jménem Daniel Daniel vydal album Motýl a svým videoklipem o ztracených dětech, který byl inspirován dosud neobjasněným zmizením Přemka Pazderky, inicioval zřízení telefonní 800 111 113 u Nadace Naše dítě. V roce 2004 složil hudbu k filmu režiséra Marka Dobeše Choking Hazard (2004) a bonusová DVD.
Začátkem roku 2012 vydal retrospektivní CD Daniel Krob, s Alešem Brichtou ve vzpomínkovém programu "Arakain memorial" vystupoval ve skladbách Proč, Amadeus a Šeherezád, za zraněného kytaristu skupiny The Snuff ( dnes Blitz Union) odehrál jarní turné a v jejich videoklipové skladbě Boxed In nahrál sólo. Se svým triem v Praze předskočil skupině Gotthard a na podzim vystupoval na společném turné se skupinou Harlej po celé ČR.
V roce 2013 dotočil svůj autorský projekt, instrumentální CD Magická kytara, v němž hraje kytarové skladby na klasickou kytaru. Magickou kytaru pokřtili Radim Hladík a Štěpán Rak.
2013 zahájil spolupráci s organizací proFem o.p.s. V projektu Hudbou proti domácímu násilí působil na zlepšení situace v oblasti domácího násilí a jiných forem násilí především na ženách.
Daniel Krob v roce 2013 vystupoval na turné skupiny Citron, kde byl doprovázen bubeníkem Marty Voděrou (ex Brichta band, Dirty Game, Proximity) a Standou Jokielem na basu. V této sestavě se představil i na Metalfestu v Plzni a MOR 2013 ve Vizovicích. Ve stejném roce následovalo slovenské Tour s Arakain Memorial. V roce 2014 vydal nové EP Šachmat, kde představil 5 skladeb z nového CD Rock koně a také dva bonusy. Koncem roku 2014 založil nové akustické hudební seskupení s názvem Bohemica a společným koncertem se světově uznávaným kytaristou Štěpánem Rakem zahájil Bohemica koncertní působení po pódiích České republiky. 

2016 se společně s Milošem Horákem a jeho spolkem Hook podílel na benefičním koncertu pro Hendikep v Rehabilitačním ústavu v Kladrubech a podpořil charitativní sbírku Jamka pro hendikep.

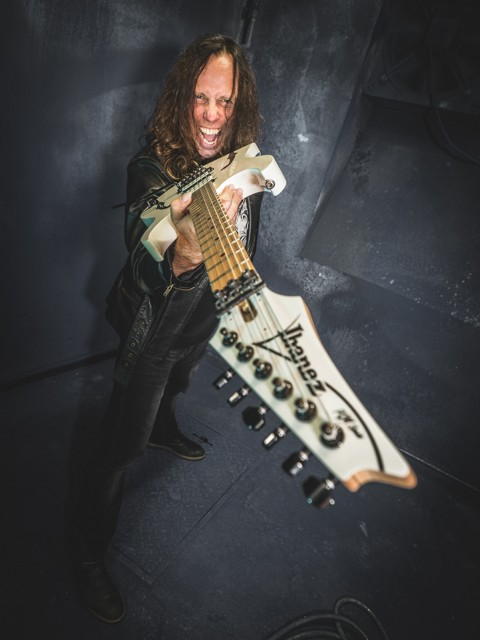
Daniel Krob – 2016

V květnu 2016 oslovil bývalé členy neaktivní skupiny Kreyson s projektem "Anděl na útěku po 25 letech opět živě". První předpremiérové koncerty nakonec realizoval jako "Kreyson Memorial" a v roce 2019 vydal debutové album Strážci plamenů, které produkovak a vytvořil grafické ztvárnění bookletu CD alba. Produkoval videoklip ke skladbě Motorka, ve kterém zachycuje reálný příběh Gabriely Novotné, první české motorkářky na Rallye Dakar. Natočil a produkoval Lyric Video a videoklip k novému singlu Boj za svobodu, který byl symbolicky zveřejněný 22. února 2022 (dva dny před invazí na Ukrajinu). Od roku 2022 se podílel na novém hudebním projektu Ikara jako sólový kytarista a režisér videoklipu. Začátkem roku 2023 oslavil 40. výročí skupiny Arakain na koncertě v O2 Universum aréně v Praze. Na koncertě zazpívala i Lucie Bílá a Petr Kolář. S kapelou Ferat vydal vzpomínkové CD "První příběh" natočené k 35. výročí jejího založení. S kapelou Ikara vydal debutové CD s názvem "Ikara". Se zpěvačkou Violet založil novou hudební skupinu Viollet a společně natočili skladbu Lásko voníš deštěm od Marie Rottrové. Koncem roku 2023 se stal doprovodným kytaristou zpěváka Františka Nedvěda mladšího v projektu "Z Toronta až na Strahov". Společně pro rok 2024 připravili program složený z písní Františka Nedvěda, Honzy Nedvěda a Františka Nedvěda ml. pod názvem "Tři cesty".  

## Diskografie
- 1989 Singl Arakain – Ku-Klux-Klan/Orion
- 1990 Arakain – Thrash the trash
- 1990 Kreyson – Anděl na útěku
- 1991 Kreyson a Ladislav Křížek – Zlatej chlapec
- 1992 Pavel Vítek – Vůně tvý kůže
- 1993 Anna K – Já nezapomínám (Demo)
- 1993 Zeus – The Little Heroe
- 2000 Daniel Krob – Motýl
- 2004 Jakub Smolík – Samotář
- 2004 Choking Hazard
- 2011 Rockové Vánoce 2
- 2012 Daniel Krob – Daniel Krob
- 2013 Daniel Krob – Magická kytara
- 2014 Daniel Krob – Šachmat EP
- 2015 Daniel Krob – Rock koně
- 2019 Kreyson Memorial – Strážci plamenů
- 2020 Kreyson Memorial – BOJ ZA SVOBODU 2020 – Single
- 2020 Daniel krob – Jakej byl den
- 2022 Ikara – Pouto
- 2022 Ikara – Spojeni se zemí
- 2022 Ikara – Z orlí krve
- 2023 Ikara – Čas
- 2023 Ikara – Špatný krok
- 2023 Kreyson Memorial & Violet – Lásko voníš deštěm
- 2023 Ikara – Milióny let
- 2023 Ferat – První příběh
- 2023 Viollet – Lásko voníš deštěm
- 2023 Daniel Krob – Čas
- 2023 Daniel Krob – Snídat ve dvou
- 2024 Ikara – Ikara
- 2024 Daniel Krob – Obyčejnej den
- 2025 Daniel Krob – Snídat ve dvou
- 2025 Daniel Krob – Dej sbohem
- 2025 - Viollet - Nemáme si už co říct
- 2025 Daniel Krob – Hledám svoje místo

## Film, TV
- 1988 Amadeus – Arakain
- 1989 Thrash The Trash – Arakain
- 1990 Kreyson – Vzdálená
- 1990 Kreyson – Čarovná noc
- 1992 Kreyson – Nejde vrátit čas
- 1992 Kreyson – Nech mě snít
- 1993 6 hodin s Arakain – Dokument
- 2000 – Videoklip ke skladbě Motýl – Daniel Daniel
- 2001 – Videoklip ke skladbě Stůj neodcházej – Daniel Daniel
- 2004 Choking Hazard – film, hudba, skladatel
- 2005 To nevymyslíš – TV seriál hudba, skladatel
- 2013 – Videoklip ke skladbě Život je reálnej – Daniel Krob/Daniel Krob
- 2015 – Videoklip ke skladbě Královská čest – Daniel Krob/Šachmat
- 2019 – Videoklip ke skladbě Motorka – Kreyson Memorial/Strážci plamenů
- 2019 – Videoklip ke skladbě Prachy – Kreyson Memorial/Strážci plamenů
- 2019 – Videoklip ke skladbě Trojský kůň – Kreyson Memorial/Strážci plamenů
- 2020 – Videoklip ke skladbě Já tě znám Kreyson Memorial/Strážci plamenů
- 2020 – Lyric Videoklip ke skladbě BOJ 2020 – Kreyson Memorial/Boj za svobodu 2020
- 2022 – Videoklip ke skladbě BOJ ZA SVOBODU – Kreyson Memorial/Boj za svobodu 2020
- 2023 – Videoklip ke skladbě ČAS – Ikara
- 2023 – Art Video ke skladbě Lásko voníš deštěm
- 2023 – Viollet – Lásko voníš deštěm
- 2025 - Viollet - Nemáme si už co říct

## Vystoupení a nahrávky jako host
- 1992 Pavel Vítek – Vůně Tvý Kůže
- 1994 Anarchuz
- 1994 Psanec Kid a spol
- 1994 Bryčka
- 1994 Kryptor
- 1994 JOJ
- 1996 Pink Alternative
- 1997 Black and White
- 2004 Jakub Smolík – Samotář
- 2012 The Snuff
- 2012 Arakain Memorial
- 2014 The Snuff – CD Lotus
- 2021 Blitz Union
- 2022 Ikara – Pouto
- 2022 Ikara – Spojeni se zemí
- 2022 Ikara – Z orlí krve
- 2022 Ikara – Čas
- 2023 Ikara – Špatný krok
- 2024 Ikara – Ikara
- 2025 Ikara - Post Lucem

## Koníčky

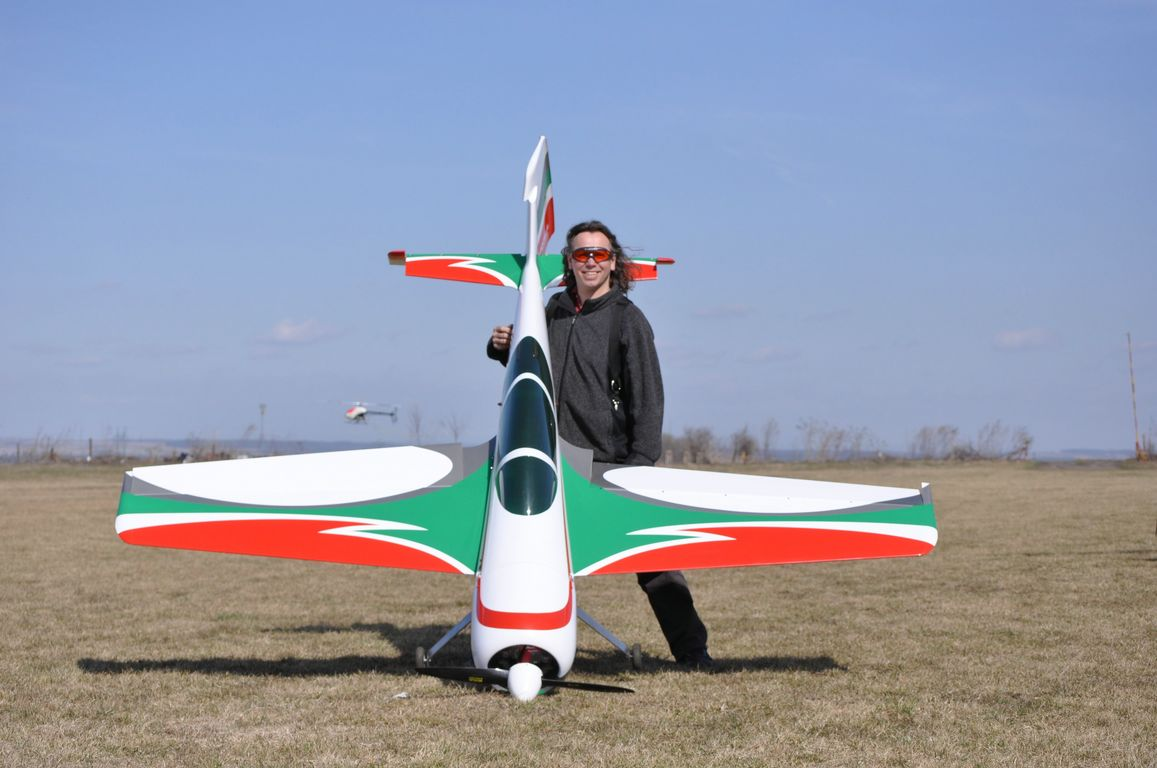
SU 29 – Daniel Krob

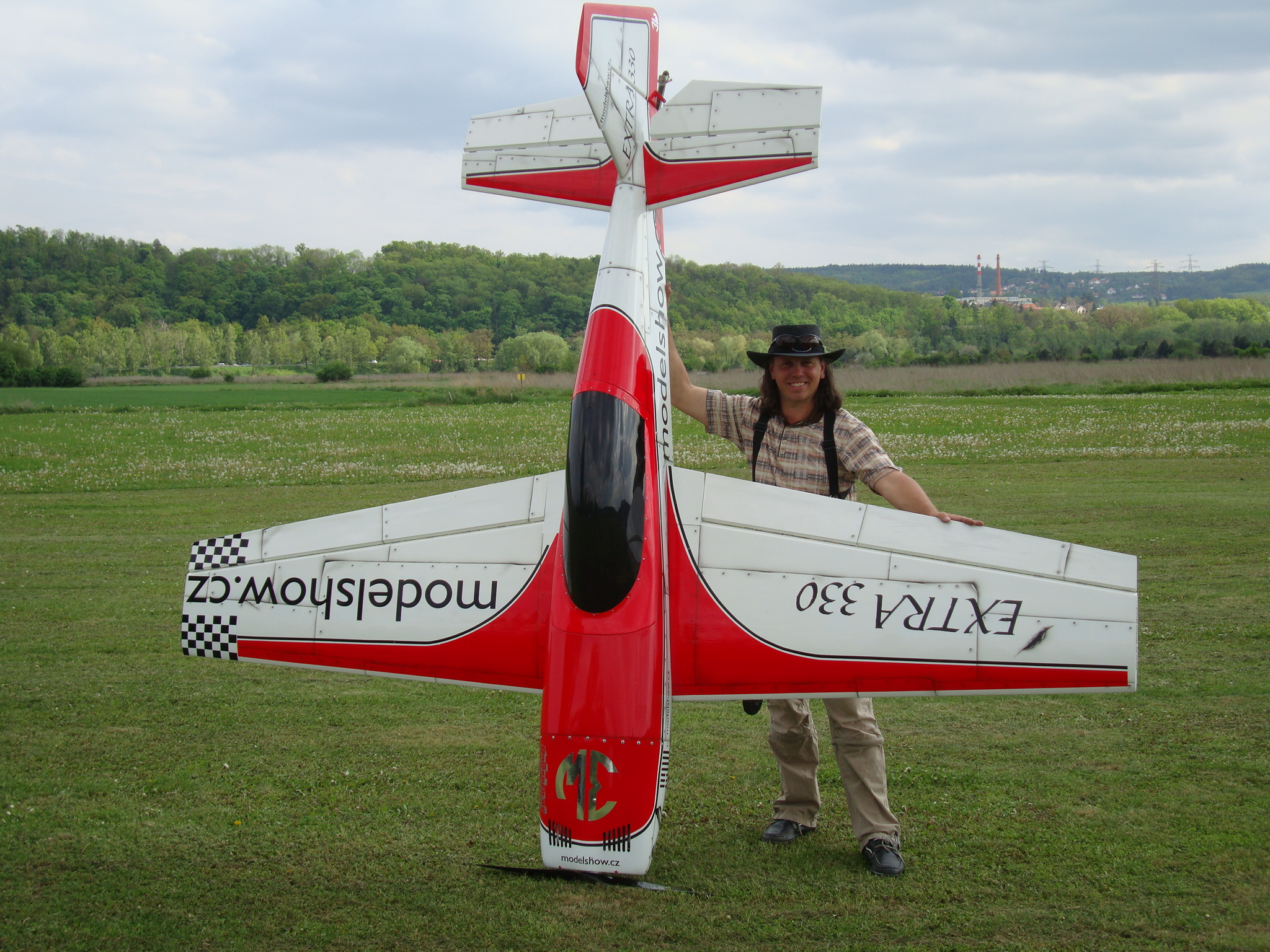
Extra 330 – Daniel Krob

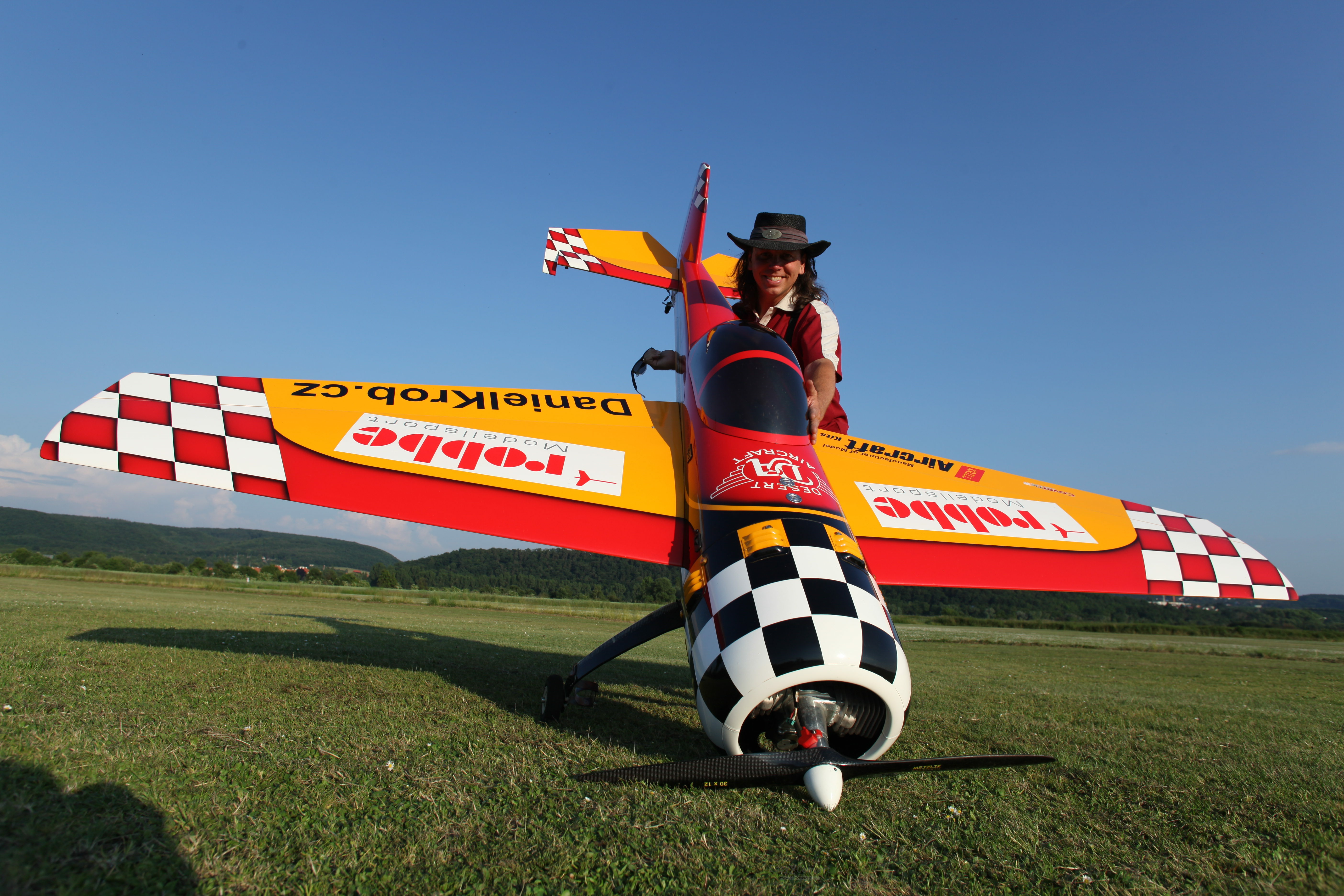
Yak 55 – Daniel Krob

Daniel Krob se věnuje leteckému modelářství v kategorii F3M, obří akrobatické rádiem řízené modely létající extrémní akrobacii na hudbu. Modely skutečných letadel mají rozměry 3 metry a váží 18 kg. Jsou poháněné benzínovými dvou či čtyřválcovými motory zahraniční nebo i české výroby. Od roku 2011 je předsedou Modelklubu Lipence – největšího modelářského klubu v ČR s více než 60letou tradicí. Modelklub Lipence je pořadatelem největší modelářské přehlídky obřích rádiem řízených modelů a maket – Lipenecký Obr. V září 2023 pořádal modelářské setkání Obřích modelů v rámci oslavy 60. let Model klubu Lipence.